# Hör maskinernas sång
Hör maskinernas sång är en LP-skiva utgiven av Proletärkultur 1973, och innehåller sånger inspelade under dåvarande KFML(r):s (nuvarande Kommunistiska partiet) förbundsdagar 21–22 april 1973.
2 000 sympatisörer och medlemmar i KFML(r) hade samlats i Göteborgs konserthus under påskhelgen 1973 och fick höra ett brett utbud av artister och sånggrupper, däribland Maria Hörnelius (tillsammans med Knutna nävar) och Fred Åkerström. Talade på förbundsdagarna gjorde bland annat KFML(r):s ordförande Frank Baude, städaren och författaren Maja Ekelöf samt veteranen Viktor Nilsson som var ledamot i gamla SKP:s (nuvarande Vänsterpartiet) första centralkommitté.
"Så lyssna noga kamrat

Hör maskinernas sång

Dom sjunger om utsugarväldets död

Och om arbetets seger en gång"

## Låtlista
1. "Hör maskinernas sång" - Knutna nävar
2. "Den trojanska hästen" - Maria Hörnelius & Knutna nävar
3. "Arbetarmarseljäsen" - Boråspionjärerna
4. "Albaniensång" - Boråspionjärerna
5. "En proletärmoders vaggvisor" - Wiveka Warenfalk
6. "Den trettionde i första sjuttiotvå" - Fred Åkerström
7. "Till Gruvtolvan" - Fred Åkerström
8. "Mordet i katedralen" - Fred Åkerström
9. "Befria södern" - Röda Ropet
10. "Livets cabaret" - Röda Ropet
11. "Sång om fjortonde maj" - Röda Ropet
12. "Över bergen genom dalar" - Röd Morgon
13. "Internationalen" - KFML(r):s blåsorkester